# مذنابيات
مِذْنابيات أو تحت فصيلة بابيليونيني (الاسم العلمي: Papilioninae)، هي فُصيلة من حشرات الفراشيات ورتبة حرشفيات الأجنحة صولجانيات القرون. أجناسها وأنواعها كثيرة العدد. منتشرة في جميع بلاد العالم. فراشاتها متوسطة القد وكبيرة . أثوابها متباينة الألوان الفاقعة. أشهر أجناسها المذناب والهدّاب والهيثام.